# Scolopax saturata
La chocha oscura (Scolopax saturata) es una especie de ave caradriforme de la familia Scolopacidae endémica de Sumatra y Java. Anteriormente se consideraba conespecífica de la chocha papú.

## Descripción
Es una limícola pequeña, siendo de porte más reducido que la chocha perdiz, y su plumaje es mucho más oscuro. 

## Distribución y hábitat
La especie habita únicamente en los bosque montanos húmedos de la isla de Sumatra y la zona occidental de Java, en el oeste de Indonesia. Construye su nido sobre una capa de musgo en el sotobosque. 